# Costa Oriental (Cantabria)
La Costa Oriental o Marina Oriental es una comarca de Cantabria (España). Limita al este con el País Vasco (provincia de Vizcaya), al sur con Asón-Agüera, al oeste con Trasmiera y al norte con el mar Cantábrico.
Es de tendencia urbana y turística, y abarca desde la desembocadura del río Asón hasta el límite con Vizcaya (País Vasco), llegando por el sur hasta las montañas prelitorales. Comprende los municipios de Colindres, Laredo, Liendo y Castro-Urdiales. Suele designarse a Laredo como la capital de la comarca por ser la tradicional sede de numerosos servicios, aunque la importancia y el crecimiento de Castro-Urdiales en las últimas décadas hace que esta localidad haya superada a la primera en habitantes y en prestación de servicios. 
En estos cuatro municipios la presión demográfica es muy fuerte y es una de las comarcas donde más turismo se concentra en verano debido al gran número de playas que contiene. Aunque por el contrario tenemos que señalar el enorme crecimiento urbanístico en algunos casos sin respetar la ley de costas o de protección del medio ambiente. Sirva como ejemplo, entre otros que no han tenido el mismo fin, la urbanización que ha de demolerse en Argoños por sentencia del Tribunal Superior de Justicia.
También es una comarca con un gran número de población procedente del País Vasco y que está sin empadronar en esta zona de Cantabria, concretamente de Vizcaya y más exactamente Bilbao y poblaciones aledañas al mismo. Ya que los precios y especialmente los de la vivienda, son más baratos que en Vizcaya y en prácticamente 30 minutos se puede estar entrando en Bilbao saliendo desde el punto más lejano que es Colindres, siguiendo la autovía del Cantábrico.
Todos estos factores hacen que la vida se haya encarecido en los últimos años enormemente para la gente que tiene trabajos con los convenios laborales cántabros, lo que unido a la reconversión industrial que se sufrió a finales de los 80 en la zona, hace que las personas nacidas y criadas en esta comarca estén emigrando a otras comarcas de interior o a otras regiones.
La población total de la comarca alcanza la cifra de 54 046 habitantes, según datos del INE del año 2012. Según los datos del mismo año, sus tres municipios más poblados, de mayo a menor, son Castro-Urdiales (32 522), Laredo (12 094) y Colindres (8140); siendo su municipio menos poblado Liendo (1290). Se debe reseñar, que a pesar de ser la tercera comarca de Cantabria, tras el área metropolitana de Santander y la cuenca del Besaya, no dispone de un servicio mínimo como es la conexión ferroviaria, tanto con la capital autonómica, Santander, como con Vizcaya. 
A pesar de que ya existe una ley de comarcalización de Cantabria, esta todavía no ha sido desarrollada por lo tanto la comarca no tiene entidad real.

## Municipios de la comarca
| # | Municipio       | Superficie | Población   | Densidad         | Altitud       | Alcalde                     | Partido  |
| - | --------------- | ---------- | ----------- | ---------------- | ------------- | --------------------------- | -------- |
| 1 | Castro-Urdiales | 96,72 km²  | 32 522 hab. | 336,25 hab./km²  | 19 m s. n. m. | Susana Herrán               | PSC-PSOE |
| 2 | Colindres       | 5,94 km²   | 8140 hab.   | 1370,37 hab./km² | 10 m s. n. m. | Javier Incera               | PSC-PSOE |
| 3 | Laredo          | 13 km²     | 12 094 hab. | 930,31 hab./km²  | 5 m s. n. m.  | Charo Losa                  | PSC-PSOE |
| 4 | Liendo          | 25,96 km²  | 1290 hab.   | 46,69 hab./km²   | 30 m s. n. m. | Francisco Javier Villanueva | PRC      |

## Destacado
- Playa de la Salvé.
- Arboreto de Liendo.
- Iglesia de Santa María de la Asunción (Castro-Urdiales).
- Castro de la Peña de Sámano.
- Iglesia de Santa María de la Asunción (Laredo).
- Río Asón.
- Puente de Treto.
- Río Agüera.
- Hospital Comarcal de Laredo.

## Galería

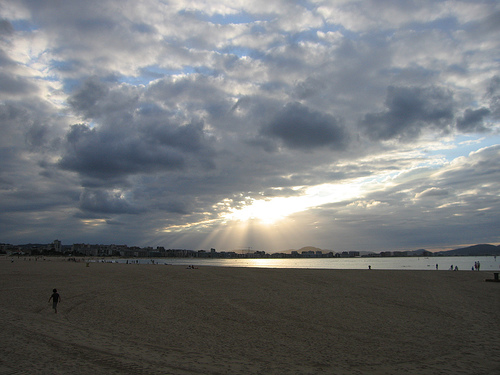
La playa de La Salvé, en Laredo.
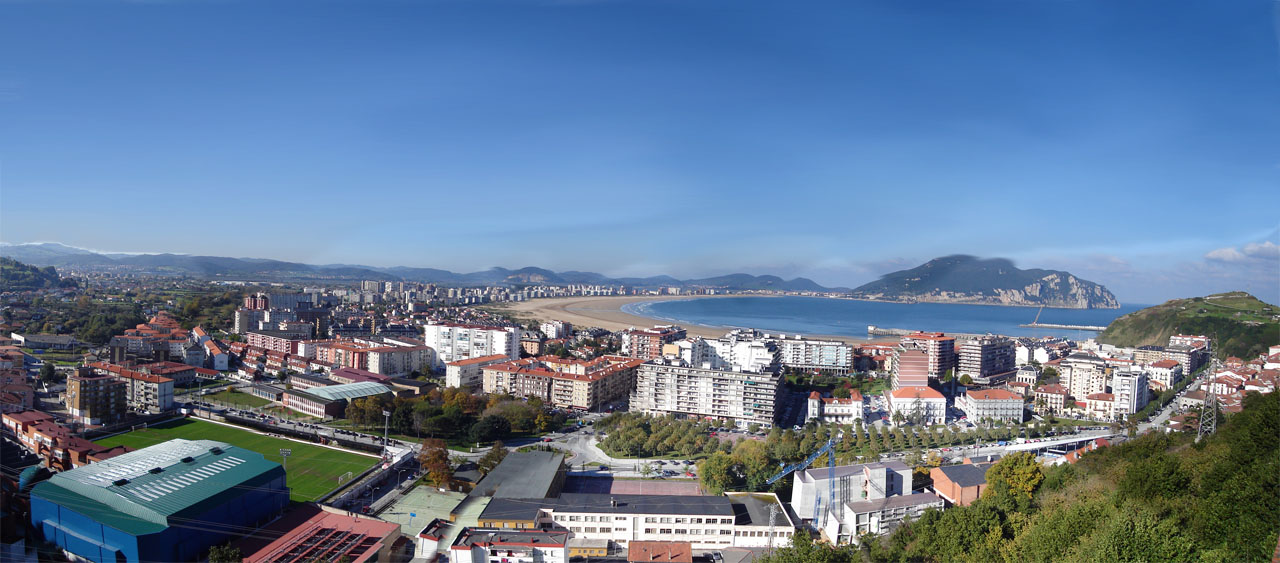
Vista de Laredo y la playa de la Salvé, con Santoña al fondo.
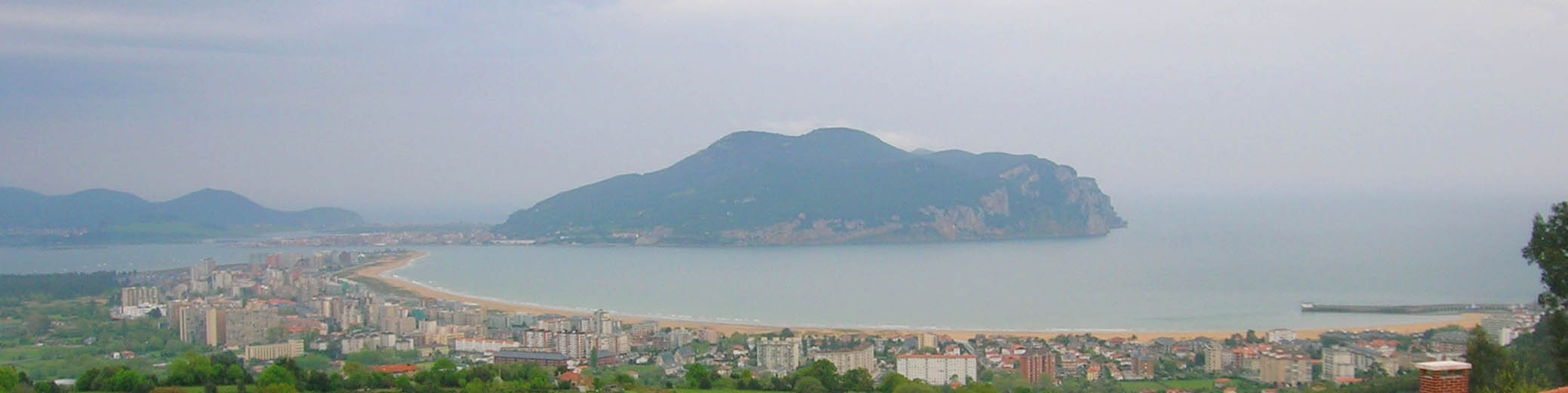
Vista de Laredo desde Seña (Limpias).
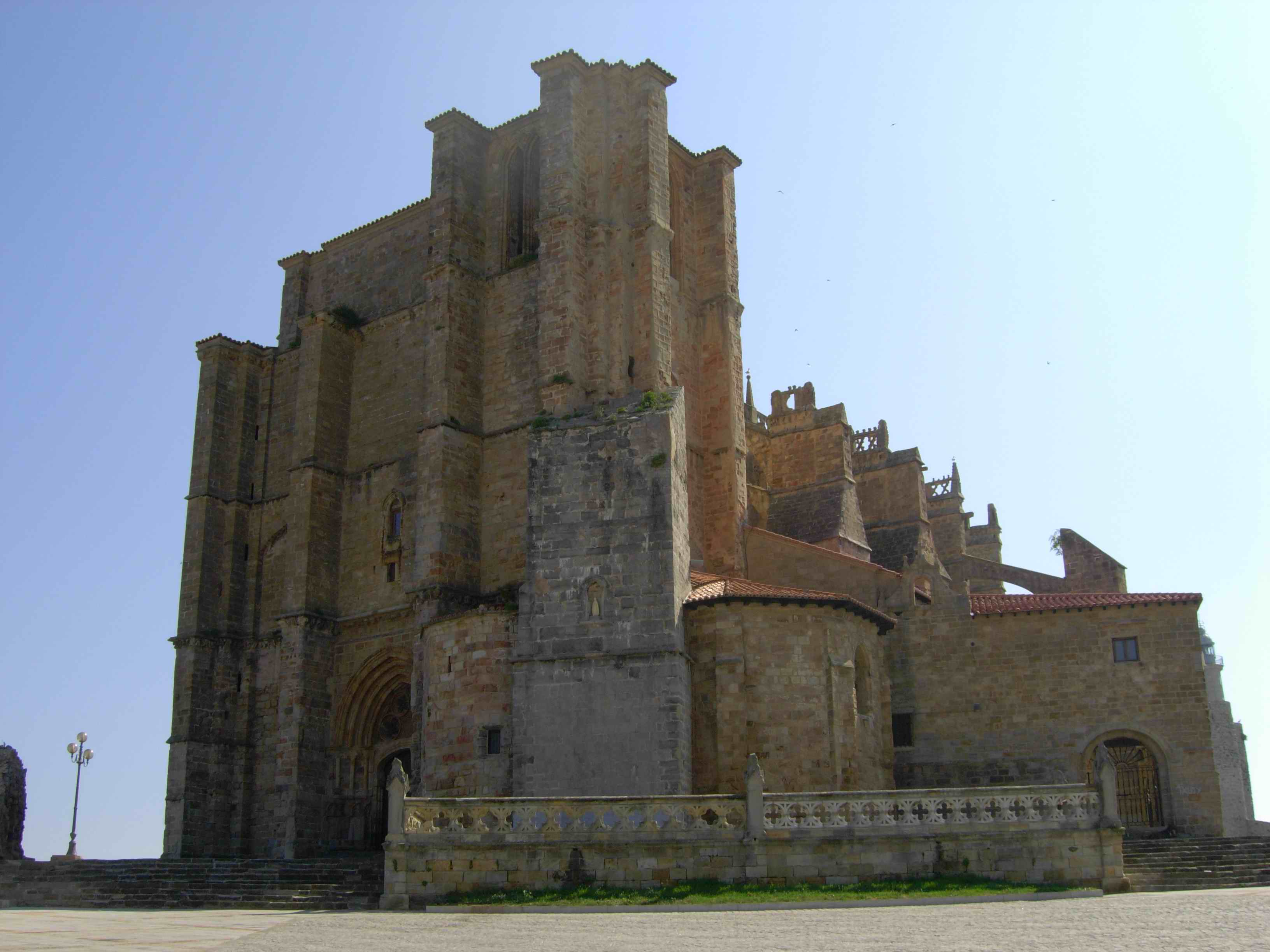
Iglesia de Santa María de la Asunción (Castro-Urdiales).
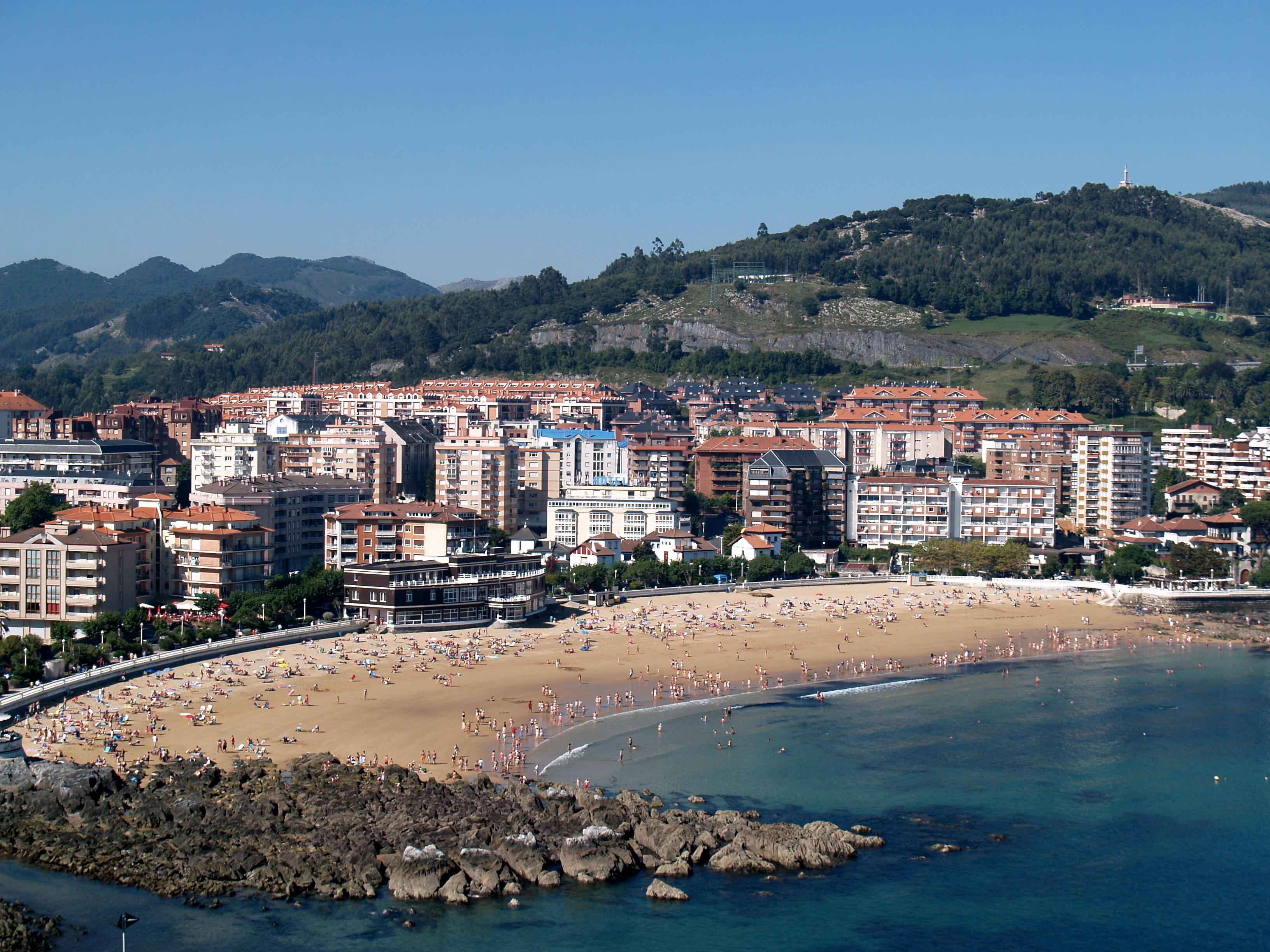
La playa de Brazomar en Castro-Urdiales.
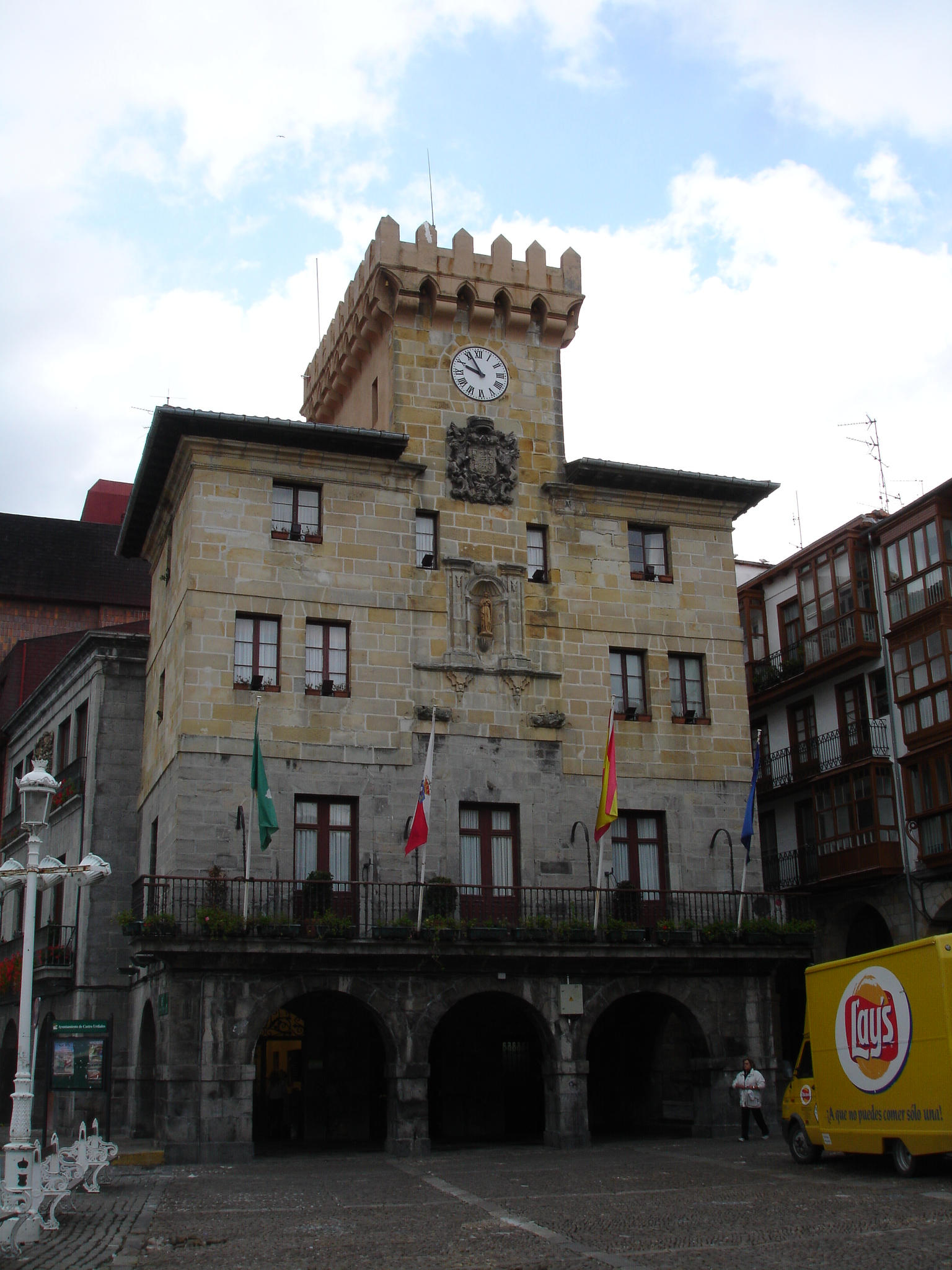
Ayuntamiento de Castro-Urdiales.
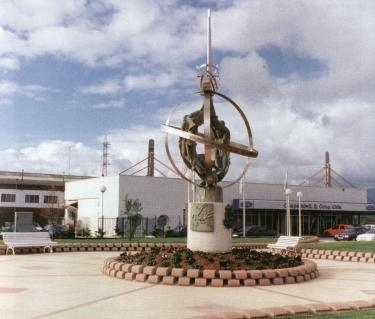
Monumento en la plaza del Quinto Centenario (Colindres).
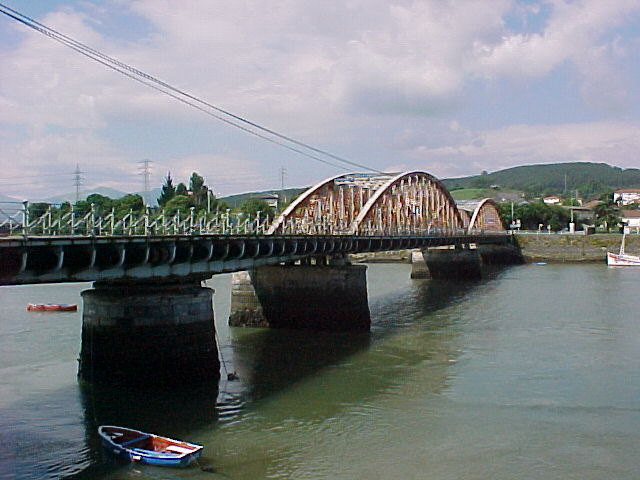
El puente de Treto, entre Colindres y Bárcena de Cicero.
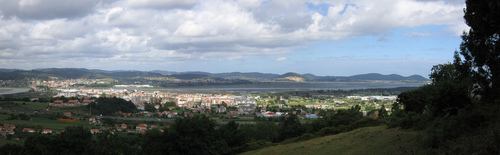
Panorámica de Colindres.
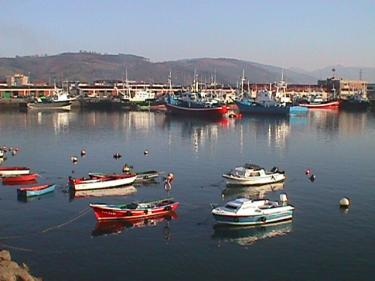
Barcos en el puerto de Colindres.